# Saad Bakheet Mubarak
Saad Bakheet Mubarak (15 de outubro de 1970) é um ex-futebolista profissional emiratense, que atuava como atacante.

## Carreira
Saad Bakheet Mubarak atuou no Al Shabab.

## Seleção
Saad Bakheet Mubarak integrou a Seleção Emiratense de Futebol na Copa das Confederações de 1997.

## Títulos
Emirados Árabes Unidos
- Copa da Ásia de 1996: 2º Lugar